# Protracheoniscus dicaporiaccoi
Protracheoniscus dicaporiaccoi là một loài chân đều trong họ Trachelipodidae. Loài này được Arcangeli miêu tả khoa học năm 1934.